# جمية حامية
الجُمِية الحامية (باللاتينية: Phacelia thermalis) نوع نباتي ينتمي إلى جنس الجمية من الفصيلة الحمحمية.
موطنها غرب الولايات المتحدة من شمال شرق ولاية كاليفورنيا إلى إيداهو.
نبات عشبي حولي. الساق مغطاة بأوبار.